# Markia
Markia is een geslacht van rechtvleugeligen uit de familie sabelsprinkhanen (Tettigoniidae). De wetenschappelijke naam van dit geslacht is voor het eerst geldig gepubliceerd in 1862 door White.

## Soorten
Het geslacht Markia omvat de volgende soorten:
- Markia arizae Cadena-Castañeda, 2013
- Markia erinaceus Cadena-Castañeda & Gorochov, 2013
- Markia espinachi Cadena-Castañeda, 2013
- Markia hystrix Westwood, 1844
- Markia major Brunner von Wattenwyl, 1878
- Markia sarriai Cadena-Castañeda, 2013